# Torneo di Viareggio
Der Torneo di Viareggio oder offiziell Torneo Mondiale di Calcio Coppa Carnevale (Weltweites Fußballturnier Karnevalpokal) ist ein seit Jahrzehnten stattfindendes Fußballturnier für Jugend-Vereinsmannschaften im toskanischen Viareggio.
Das Turnier findet traditionell jährlich im selben Zeitraum statt: vom Montag, der auf den ersten Karnevalssonntag folgt, bis zum Montag nach dem dritten Karnevalssonntag.
Teilnehmer sind vornehmlich italienische Vereine, jedoch sind auch zahlreiche internationale Jugendvereine vertreten. Am Turnier nehmen 40 Mannschaften teil, die zunächst in zehn Gruppen zu jeweils vier Mannschaften eingeteilt werden. Die Gruppensieger und die sechs bestplatzierten Gruppenzweiten qualifizieren sich für die anschließenden Runden, die bis zum Finale im K.-o.-System ausgetragen werden.

Seit 2019 gibt es auch ein Turnier für die Abteilungen des Frauenfußballs.

## Herren

### Liste der Gewinner
Aufgeführt sind die Gewinner des Turniers sowie die Plätze 2 bis 4 bzw. ab 2009 die Verlierer der Halbfinals.
| Jahr | Sieger                                           | Finalist                                         | Dritter                                                          | Vierter                                                          |
| ---- | ------------------------------------------------ | ------------------------------------------------ | ---------------------------------------------------------------- | ---------------------------------------------------------------- |
| 2025 | CFC Genua                                        | AC Florenz                                       | FC Turin, US Sassuolo Calcio (Verlierer der Halbfinals)          | FC Turin, US Sassuolo Calcio (Verlierer der Halbfinals)          |
| 2024 | Beyond Limits Football Academy                   | Centre National Brazzaville                      | Ojodu City FC, Mavlon FC (Verlierer der Halbfinals)              | Ojodu City FC, Mavlon FC (Verlierer der Halbfinals)              |
| 2023 | US Sassuolo Calcio                               | FC Turin                                         | AC Florenz, FC Bologna (Verlierer der Halbfinals)                | AC Florenz, FC Bologna (Verlierer der Halbfinals)                |
| 2022 | US Sassuolo Calcio                               | AT Academy                                       | Atalanta Bergamo, FC Empoli (Verlierer der Halbfinals)           | Atalanta Bergamo, FC Empoli (Verlierer der Halbfinals)           |
| 2021 | nicht ausgetragen aufgrund der COVID-19-Pandemie | nicht ausgetragen aufgrund der COVID-19-Pandemie | nicht ausgetragen aufgrund der COVID-19-Pandemie                 | nicht ausgetragen aufgrund der COVID-19-Pandemie                 |
| 2020 | nicht ausgetragen aufgrund der COVID-19-Pandemie | nicht ausgetragen aufgrund der COVID-19-Pandemie | nicht ausgetragen aufgrund der COVID-19-Pandemie                 | nicht ausgetragen aufgrund der COVID-19-Pandemie                 |
| 2019 | FC Bologna                                       | CFC Genua                                        | FC Brügge, Parma Calcio (Verlierer der Halbfinals)               | FC Brügge, Parma Calcio (Verlierer der Halbfinals)               |
| 2018 | Inter Mailand                                    | AC Florenz                                       | Parma Calcio, AC Florenz (Verlierer der Halbfinals)              | Parma Calcio, AC Florenz (Verlierer der Halbfinals)              |
| 2017 | US Sassuolo Calcio                               | FC Empoli                                        | FC Turin, FC Brügge (Verlierer der Halbfinals)                   | FC Turin, FC Brügge (Verlierer der Halbfinals)                   |
| 2016 | Juventus Turin                                   | US Palermo                                       | Inter Mailand, Spezia Calcio (Verlierer der Halbfinals)          | Inter Mailand, Spezia Calcio (Verlierer der Halbfinals)          |
| 2015 | Inter Mailand                                    | Hellas Verona                                    | AC Florenz, AS Rom (Verlierer der Halbfinals)                    | AC Florenz, AS Rom (Verlierer der Halbfinals)                    |
| 2014 | AC Mailand                                       | RSC Anderlecht                                   | AC Florenz, US Palermo (Verlierer der Halbfinals)                | AC Florenz, US Palermo (Verlierer der Halbfinals)                |
| 2013 | RSC Anderlecht                                   | AC Mailand                                       | AC Siena, FC Parma (Verlierer der Halbfinals)                    | AC Siena, FC Parma (Verlierer der Halbfinals)                    |
| 2012 | Juventus Turin                                   | AS Rom                                           | FC Parma, AC Florenz (Verlierer der Halbfinals)                  | FC Parma, AC Florenz (Verlierer der Halbfinals)                  |
| 2011 | Inter Mailand                                    | Juventus Turin                                   | Atalanta Bergamo, AC Florenz (Verlierer der Halbfinals)          | Atalanta Bergamo, AC Florenz (Verlierer der Halbfinals)          |
| 2010 | Juventus Turin                                   | FC Empoli                                        | Atalanta Bergamo, Auswahl der Serie D (Verlierer der Halbfinals) | Atalanta Bergamo, Auswahl der Serie D (Verlierer der Halbfinals) |
| 2009 | Juventus Turin                                   | Sampdoria Genua                                  | Inter Mailand, FC Turin (Verlierer der Halbfinals)               | Inter Mailand, FC Turin (Verlierer der Halbfinals)               |
| 2008 | Inter Mailand                                    | FC Empoli                                        | Atalanta Bergamo                                                 | Vicenza Calcio                                                   |
| 2007 | CFC Genua                                        | AS Rom                                           | FC Empoli                                                        | RSC Anderlecht                                                   |
| 2006 | Juventud                                         | Juventus Turin                                   | AS Rom                                                           | AC Siena                                                         |
| 2005 | Juventus Turin                                   | CFC Genua                                        | Maccabi Haifa                                                    | Inter Mailand                                                    |
| 2004 | Juventus Turin                                   | FC Empoli                                        | AS Rom                                                           | AC Venedig                                                       |
| 2003 | Juventus Turin                                   | Slavia Prag                                      | AS Cittadella                                                    | Vicenza Calcio                                                   |
| 2002 | Inter Mailand                                    | AC Turin                                         | AC Perugia                                                       | AC Florenz                                                       |
| 2001 | AC Mailand                                       | Vitória Setúbal                                  | Ituano FC                                                        | AC Turin                                                         |
| 2000 | FC Empoli                                        | AC Florenz                                       | Campinas FC                                                      | Inter Mailand                                                    |
| 1999 | AC Mailand                                       | NK Varteks Varaždin                              | Udinese Calcio                                                   | Lazio Rom                                                        |
| 1998 | AC Turin                                         | Irineu                                           | FC Bologna                                                       | AC Mailand                                                       |
| 1997 | AS Bari                                          | AC Turin                                         | US Cremonese                                                     | SSC Neapel                                                       |
| 1996 | Brescia Calcio                                   | AC Parma                                         | AC Cesena                                                        | Lazio Rom                                                        |
| 1995 | AC Turin                                         | AC Florenz                                       | Calcio Padova                                                    |                                                                  |
| 1994 | Juventus Turin                                   | AC Florenz                                       | AS Rom                                                           | AC Mailand                                                       |
| 1993 | Atalanta Bergamo                                 | AC Mailand                                       | Inter Mailand                                                    | Calcio Padova                                                    |
| 1992 | AC Florenz                                       | AS Rom                                           | AC Turin                                                         | AC Mailand                                                       |
| 1991 | AS Rom                                           | SSC Neapel                                       | AC Florenz                                                       | AC Mailand                                                       |
| 1990 | AC Cesena                                        | SSC Neapel                                       | AC Florenz                                                       | AS Rom                                                           |
| 1989 | AC Turin                                         | AS Rom                                           | Inter Mailand                                                    | AC Parma                                                         |
| 1988 | AC Florenz                                       | AC Turin                                         | AC Parma                                                         | AC Mailand                                                       |
| 1987 | AC Turin                                         | AC Florenz                                       | Vicenza Calcio                                                   | CFC Genua                                                        |
| 1986 | Inter Mailand                                    | Sampdoria Genua                                  | AC Mailand                                                       | AC Florenz                                                       |
| 1985 | AC Turin                                         | AS Rom                                           | Spartak Moskau                                                   | Atalanta Bergamo                                                 |
| 1984 | AC Turin                                         | SSC Neapel                                       | AC Florenz                                                       | AS Rom                                                           |
| 1983 | AS Rom                                           | Inter Mailand                                    | AC Florenz                                                       | Dukla Prag                                                       |
| 1982 | AC Florenz                                       | Ipswich Town                                     | Dukla Prag                                                       | US Avellino                                                      |
| 1981 | AS Rom                                           | Ipswich Town                                     | SSC Neapel                                                       | Juventus Turin                                                   |
| 1980 | Dukla Prag                                       | Lazio Rom                                        | SSC Neapel                                                       | Real Madrid                                                      |
| 1979 | AC Florenz                                       | AC Perugia                                       | AC Pistoiese                                                     | Juventus Turin                                                   |
| 1978 | AC Florenz                                       | AS Rom                                           | Inter Mailand                                                    | OFK Belgrad                                                      |
| 1977 | Sampdoria Genua                                  | AC Mailand                                       | AC Perugia                                                       | AC Florenz                                                       |
| 1976 | Dukla Prag                                       | AC Mailand                                       | AC Turin                                                         | Inter Mailand                                                    |
| 1975 | SSC Neapel                                       | Lazio Rom                                        | Újpest Budapest                                                  | Juventus Turin                                                   |
| 1974 | AC Florenz                                       | Lazio Rom                                        | Sampdoria Genua                                                  | Ajax Amsterdam                                                   |
| 1973 | AC Florenz                                       | FC Bologna                                       | Steaua Bukarest                                                  | Crystal Palace                                                   |
| 1972 | Dukla Prag                                       | Inter Mailand                                    | Boca Juniors                                                     | AC Florenz                                                       |
| 1971 | Inter Mailand                                    | AC Mailand                                       | Juventus Turin                                                   | AC Florenz                                                       |
| 1970 | Dukla Prag                                       | AC Mailand                                       | Partizan Belgrad                                                 | Rijeka                                                           |
| 1969 | Atalanta Bergamo                                 | SSC Neapel                                       | Dukla Prag                                                       | AC Florenz                                                       |
| 1968 | Dukla Prag                                       | Juventus Turin                                   | SSC Neapel                                                       | Vojvodina Novi Sad                                               |
| 1967 | FC Bologna                                       | AC Florenz                                       | AS Rom                                                           | AC Mailand                                                       |
| 1966 | AC Florenz                                       | Dukla Prag                                       | AC Mailand                                                       | Juventus Turin                                                   |
| 1965 | CFC Genua                                        | Juventus Turin                                   | AC Mailand                                                       | Ferencváros Budapest                                             |
| 1964 | Dukla Prag                                       | FC Bologna                                       | Ferencváros Budapest                                             | AS Rom                                                           |
| 1963 | Sampdoria Genua                                  | FC Bologna                                       | Dukla Prag                                                       | Inter Mailand                                                    |
| 1962 | Inter Mailand                                    | AC Florenz                                       | AC Turin                                                         | Sampdoria Genua                                                  |
| 1961 | Juventus Turin                                   | Vicenza Calcio                                   | AC Florenz                                                       | FC Bologna                                                       |
| 1960 | AC Mailand                                       | Dukla Prag                                       | AC Florenz                                                       | FC Bologna                                                       |
| 1959 | AC Mailand                                       | Partizan Belgrad                                 | AC Florenz                                                       | AS Rom                                                           |
| 1958 | Sampdoria Genua                                  | AC Florenz                                       | Udinese Calcio                                                   | Vicenza Calcio                                                   |
| 1957 | AC Mailand                                       | AS Rom                                           | Udinese Calcio                                                   | Sampdoria Genua                                                  |
| 1956 | Sparta Prag                                      | AC Mailand                                       | Sampdoria Genua                                                  | SPAL Ferrara                                                     |
| 1955 | Vicenza Calcio                                   | Sampdoria Genua                                  | Atalanta Bergamo                                                 | AC Florenz                                                       |
| 1954 | Vicenza Calcio                                   | Juventus Turin                                   | AC Mailand                                                       | Udinese Calcio                                                   |
| 1953 | AC Mailand                                       | Juventus Turin                                   | Udinese Calcio                                                   | Partizan Belgrad                                                 |
| 1952 | AC Mailand                                       | Partizan Belgrad                                 | Inter Mailand                                                    | AC Florenz                                                       |
| 1951 | Partizan Belgrad                                 | Sampdoria Genua                                  | First Vienna FC 1894                                             | Racing Paris                                                     |
| 1950 | Sampdoria Genua                                  | AS Rom                                           | FC Modena                                                        | AC Florenz                                                       |
| 1949 | AC Mailand                                       | Lazio Rom                                        | Sampdoria Genua                                                  | AC Bellinzona                                                    |

### Rangliste der Gewinner
- 9 × AC Mailand
- 9 × Juventus Turin
- 8 × AC Florenz
- 8 × Inter Mailand
- 6 × Dukla Prag
- 6 × FC Turin
- 4 × Sampdoria Genua
- 3 × CFC Genua
- 3 × AS Rom
- 3 × US Sassuolo Calcio
- 2 × Atalanta Bergamo
- 2 × FC Bologna
- 2 × Vicenza Calcio

### Spieler des Turniers
Seit 2009 wird bei jedem Turnier der individuell beste Fußballer direkt vom Veranstalter geehrt.
- 2025:  Lorenzo Colonnese (CFC Genua)
- 2024:  Digne Pounga (Centre National Brazzaville)
- 2023:  Alexandru Capac (FC Turin)
- 2022:  Ogungbe Ayomide (Alex Transfiguration Academy)
- 2019:  Flavio Bianchi (CFC Genua)
- 2018:  Gabriele Gori (AC Florenz)
- 2017:  Carlo Manicone (FC Empoli)
- 2016:  Antonino La Gumina (US Palermo)
- 2015:  Federico Bonazzoli (Inter Mailand)
- 2014:  Alberto Cerri (FC Parma)
- 2013:  Bryan Cristante (AC Mailand)
- 2012:  Leonardo Spinazzola (Juventus Turin)
- 2011:  Simone Dell'Agnello (Inter Mailand)
- 2010:  Ciro Immobile (Juventus Turin)
- 2009:  Guido Marilungo (Sampdoria Genua)

## Frauen

### Lister der Gewinner
Aufgeführt sind die jeweiligen Finalpaarungen des Turniers.
| Jahr | Sieger                                           | Finalist                                         |
| ---- | ------------------------------------------------ | ------------------------------------------------ |
| 2025 | Juventus Turin                                   | AC Mailand                                       |
| 2024 | AC Mailand                                       | Auswahlteam LND                                  |
| 2023 | AC Mailand                                       | Auswahlteam LND                                  |
| 2022 | Brøndby IF                                       | AC Mailand                                       |
| 2021 | nicht ausgetragen aufgrund der COVID-19-Pandemie | nicht ausgetragen aufgrund der COVID-19-Pandemie |
| 2020 | Juventus Turin                                   | AS Rom                                           |
| 2019 | Juventus Turin                                   | US Sassuolo Calcio                               |

### Rangliste der Gewinner
- 3 × Juventus Turin
- 2 × AC Mailand